# Concierto para Quinteto (álbum)
Concierto para Quinteto es un álbum de estudio por el bandoneonista de tango argentino Astor Piazzolla y su Quinteto, grabado en Argentina en 1970 por el sello RCA Victor y editado en 1971.

## Antecedentes
Originalmente el contrato para editar un disco sencillo de «Balada para un loco» pertenecía al sello CBS, pero Astor Piazzolla utilizó el éxito del tema para negociar su regreso a RCA Victor, abandonando al sello Trova. Con el fin de capitalizar el éxito de «Balada para un loco», Piazzolla ya en RCA Victor, grabó y editó rápidamente el álbum En persona, donde Horacio Ferrer recitaba las letras de las canciones, mientras Piazzolla las tocaba solo con bandoneón.

## Historia
El lado A del LP se completaba con las dos Estaciones porteñas más nuevas, «Invierno» y «Primavera», grabadas en estudio. Y el lado B incluía seis temas clásicos «La casita de mis viejos», «Mi refugio», «Loca bohemia», «Flores negras», «En las sombras» y «Margarita Gauthier», tocados por Piazzolla solo en un mismo día, el 22 de diciembre, y un cuarteto de bandoneones, conformado por él, Leopoldo Federico, Antonio Ríos y Rodolfo Mederos, interpretando «Recuerdos de bohemia». En 1970 Piazzolla grabó dos dúos con Aníbal Troilo, «Volver» y «El motivo» y uno más que no se incluyó en este álbum, «Milonga triste» de Troilo y Homero Manzi, une reversión de la que en la época de Nuestro tiempo, en esa versión de la milonga que en 1962, cantada Héctor De Rosas, Piazzolla en esta ocasión toca a dúo consigo mismo, haciendo uso de la tecnología multipista, emulando a músicos de rock como Brian Wilson o Paul McCartney.

## Lanzamiento y publicaciones
Concierto para Quinteto se editó originalmente en 1971 por RCA Victor en Argentina y Uruguay, un año más tarde se editó en Japón por RCA también. El álbum estuvo descatalogado por varias décadas. La primera reedición fue en 1994 por RCA en Argentina, quien en 1998 lo volvió a reeditar en Japón junto a BMG. En 2005 se lanzó la «edición crítica» con pistas adicionales de la época en que fue grabado. En 2008 se volvió a reeditar en Japón, una vez más por RCA/BMG. En 2018 se reeditó en disco de vinilo en Argentina por RCA Victor y Sony Music.

## Lista de temas
Todas las canciones escritas y compuestas por Astor Piazzolla, excepto donde esta indicado. 
| Lado A |                           |                               |          |  |
| N.º    | Título                    | Nota                          | Duración |  |
| 1.     | «Concierto para quinteto» | Astor Piazzolla y su Quinteto | 8:48     |  |
| 2.     | «Invierno Porteño»        | Astor Piazzolla y su Quinteto | 6:33     |  |
| 3.     | «Primavera Porteña»       | Astor Piazzolla y su Quinteto | 5:12     |  |

| Lado B |                                                         |                                                                                    |          |  |
| N.º    | Título                                                  | Nota                                                                               | Duración |  |
| 4.     | «La Casita de mis Viejos» (E. Cadícamo, J.C. Cobián)    | Piazzolla en bandoneón solista.                                                    | 2:36     |  |
| 5.     | «Mi Refugio» (J.C. Cobián, N. Córdoba)                  | Piazzolla en bandoneón solista.                                                    | 3:06     |  |
| 6.     | «Loca Bohemia» (Francisco de Caro)                      | Piazzolla en bandoneón solista.                                                    | 2:13     |  |
| 7.     | «Flores Negras» (Francisco De Caro)                     | Piazzolla en bandoneón solista.                                                    | 2:17     |  |
| 8.     | «En las sombras» (Joaquín Mauricio Mora, Manuel Meaños) | Piazzolla en bandoneón solista.                                                    | 2:57     |  |
| 9.     | «Margarita Gauthier» (Joaquín Mora, Julio Nelson)       | Piazzolla en bandoneón solista.                                                    | 2:11     |  |
| 10.    | «Recuerdos de Bohemia» (Enrique Pedro Delfino)          | Astor Piazzolla, Leopoldo Federico, Antonio Ríos y Rodolfo Mederos en bandoneones. | 4:16     |  |

## Créditos
- Astor Piazzolla - bandoneón en todas los temas.
- Kicho Díaz - contrabajo en «Concierto para quinteto», «Primavera Porteña» e «Invierno porteño».
- Cacho Tirao - guitarra eléctrica en «Concierto para Quinteto», «Primavera Porteña» e «Invierno porteño».
- Osvaldo Manzi - piano «Concierto para Quinteto», «Primavera Porteña» e «Invierno porteño».
- Antonio Agri - viola solo en «Invierno porteño» y violín en «Concierto para Quinteto» y «Primavera Porteña».